# Víctor Manuel González Romero
Víctor Manuel González Romero (Etzatlán, Jalisco; 5 de abril de 1956). 

Ingeniero Químico por la Universidad de Guadalajara y Doctor en Filosofía (PhD) por la Universidad de Minnesota.
Inició su labor como investigador en el año de 1981. Entre 1987 y 1989 encabezó la Coordinación de Investigación Científica del Área de Ciencias Exactas e Ingeniería de la Universidad de Guadalajara. Ocupó la Vicerrectoría de esta misma casa de estudios de 1993 a 1995, para luego fungir como Rector General hasta el año 2001. Formó parte del Sistema Nacional de Investigadores de 1984 al 2009. Profesor-investigador en el Centro Universitario de la Costa, ha publicado más de 150 artículos arbitrados y dirigido más de 60 tesis sobre ciencias de los materiales y educación. 
Es miembro de la Academia Mexicana de Ciencias; consultor en temas relacionados con tecnologías para el aprendizaje, métodos cuantitativos en educación, liderazgo y planeación estratégica.
Del 1 de marzo de 2007 al 6 de diciembre de 2011 se desempeñó como Secretario de Planeación del Gobierno de Jalisco en donde innovó los procesos de planeación y evaluación gubernamental mediante sistemas en línea, basados en indicadores, que aseguran alineación entre planes y acciones. Adicionalmente coordinó el despliegue de la red Estatal en Jalisco a través de la Agenda Digital Jalisco, red híbrida de banda ancha que conecta más de 5mil escuelas, centros de salud y centros comunitarios. 
Fungió como Secretario General de Gobierno del Gobierno de Jalisco del 7 de diciembre de 2011 hasta el 28 de febrero de 2013.
Actualmente es Presidente del Consejo del Instituto de Aprendizaje en Línea.